# Mijatovac
Mijatovac (izvirno srbsko Мијатовац) je naselje v Srbiji, ki upravno spada pod Občino Ćuprija; slednja pa je del Pomoravskega upravnega okraja.

## Demografija
V naselju živi 1401 polnoletni prebivalec, pri čemer je njihova povprečna starost 41,8 let (40,3 pri moških in 43,2 pri ženskah). Naselje ima 547 gospodinjstev, pri čemer je povprečno število članov na gospodinjstvo 3,13.
To naselje je, glede na rezultate popisa iz leta 2002, večinoma srbsko.
|  |

| Demografija | Demografija     | Demografija     |
| Leto        | Št. prebivalcev | Št. prebivalcev |
| ----------- | --------------- | --------------- |
|             |                 |                 |
|             |                 |                 |
|             |                 |                 |
|             |                 |                 |
| 1948        | 1661            |                 |
| 1953        | 1973            |                 |
| 1961        | 1820            |                 |
| 1971        | 1744            |                 |
| 1981        | 1894            |                 |
| 1991        | 1939            | 1809            |
| 2002        | 1910            | 1712            |
|             |                 |                 |

| Etnična sestava po popisu iz leta 2002 | Etnična sestava po popisu iz leta 2002 | Etnična sestava po popisu iz leta 2002 | Etnična sestava po popisu iz leta 2002 | Etnična sestava po popisu iz leta 2002 |
| -------------------------------------- | -------------------------------------- | -------------------------------------- | -------------------------------------- | -------------------------------------- |
| Srbi                                   | Srbi                                   |                                        | 1.676                                  | 97,89%                                 |
| Jugoslovani                            | Jugoslovani                            |                                        | 7                                      | 0,40%                                  |
| Vlahi                                  | Vlahi                                  |                                        | 4                                      | 0,23%                                  |
| Črnogorci                              | Črnogorci                              |                                        | 2                                      | 0,11%                                  |
| Makedonci                              | Makedonci                              |                                        | 2                                      | 0,11%                                  |
| Ukrajinci                              | Ukrajinci                              |                                        | 1                                      | 0,05%                                  |
| Rusi                                   | Rusi                                   |                                        | 1                                      | 0,05%                                  |
| Romuni                                 | Romuni                                 |                                        | 1                                      | 0,05%                                  |
| Neznano                                | Neznano                                |                                        | 17                                     | 0,99%                                  |